# Radio Plus Marrakech
Pour les articles homonymes, voir Radio Plus.
 (janvier 2016).
Radio Plus Marrakech est une radio marocaine privée qui émet sur la ville de Marrakech, ciblant un public en langue Arabe et en Français avec une programmation généraliste de proximité composée d'informations, de services et de divertissements.
Radio Plus est la propriété du conglomérat Holmarcom.

## Présentation
Radio Plus Marrakech est une radio marocaine privée qui émet sur la ville de Marrakech. En 2011, le groupe Radio Plus s'agrandit avec le lancement de Radio Plus Casablanca sur la fréquence 96.3 Mhz.
Les programmes et infos en français sont supprimés après six mois de diffusion, favorisant une programmation arabophone et en Amazigh. Radio plus Marrakech est gérée par Bahia Benkhar comme directrice de station, accompagnée d’une équipe de journalistes dont Aziz Mourid et Loukrimi Mohamed, rédacteurs en chef, Jamal Ait Bassou responsable technique et un staff de douze journalistes et de techniciens.